# Erwan Le Draoulec
Pour les articles homonymes, voir Le Draoullec.
Erwan Le Draoulec', né le 2 décembre 1996  à Mâcon, est un navigateur professionnel français qui pratique la course au large en solitaire ou en équipage.
Il a remporté la Mini Transat La Boulangère avec une première place au classement classe Mini 2017, et la Rollex Fastnet Race 2023 en Class40 en prenant la 3e place du championnat,. Il a également terminé quatrième de La Solitaire du Figaro et du Championnat de France de course au large en solitaire en 2022. 

## Biographie

### Jeunesse et début
C'est en vacances, en Bretagne, chez ses grands parents, qu'Erwan a découvert la voile lorsqu'il était âgé d'un peu plus de 10 ans.

### 2012-2018: Classe Mini

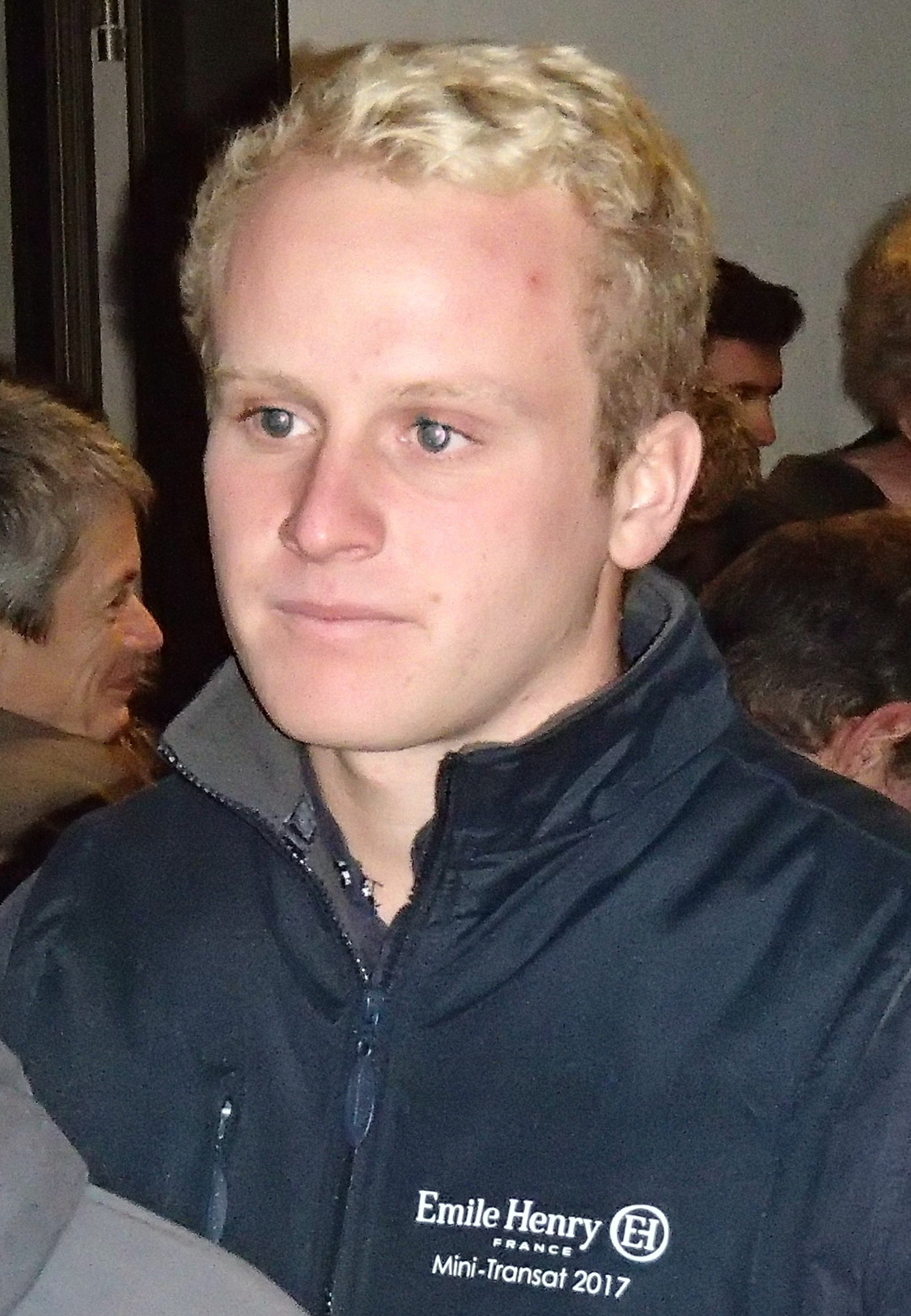
Erwan Le Draoulec en décembre 2017, à Charolles, après sa victoire de la Mini Transat La Boulangère.

Erwan débute les compétitions classe Mini en avril 2012 sur le Pogo Série Fibera #307 avec Pierre Loulier, lors de la 6e édition de l'Open Demi-Clé 6.50 (Locmiquélic - Pornichet), par une course compliquée avec des changements de vent permanent atteignant même les 30 noeuds sous les passages orageux durant la nuit.
En 2013, à 17 ans, il gagne le Trophée Alain Pointet pendant la Chrono 6,50 qu'il termine troisième.
À partir de la saison 2016, sponsorisé par le céramiste de Marcigny Émile Henry, le skipper s'équipe d'un nouveau Pogo-3 nommé Emile Henry, qui porte le numéro 895. La même année, lors de la clôture de la sason Mini, il remporte en solo sa première victoire pour la Chrono 6,50, course contre la montre autour de l'île de Groix au départ de Lorient engageant 32 participants.
En novembre 2017, à bord du voilier Emile Henry, Erwan gagne la Mini Transat La Boulangère catégorie Série, en solitaire et sans assistance, entre La Rochelle et les Antilles, devant Clarisse Crémer et Pierre Chedeville. Pour sa première participation à l'épreuve, le navigateur traverse l'Atlantique en 24 j 19 h 6 min 30 s, ralliant la Martinique à la vitesse moyenne de 8,43 noeuds. A 20 ans, il devient le plus jeune skipper remportant cette course. La même année, il remporte la course Lorient Bretagne Sud Mini avec Tanguy Leglatin, la Mini en Mai en solo, ainsi que la Mini-Fastnet avec Clarisse Crémer, et termine alors champion de la saison en catégorie série.
En 2018, il s'entraine au Pôle mondiale de la course au large, à Lorient, pour son futur passage en Figaro Bénéteau.

### 2018 - 2022: Figaro
En avril 2018, Erwan entame sa carrière en Figaro Bénéteau 2 avec Loïs Berrehar sur Concarneau Entreprendre dans la Transat AG2R - La Mondiale, sponsorisé par neuf entreprises de Concarneau et Trégunc ; à 21 ans il est le benjamin de la course,. Les deux skippers, terminant 12e de la course, battent le record de vitesse de l'épreuve, détenu par Thomas Rouxel et Nicolas Troussel sur la transat 2010, avec 339,5 milles parcourus en 24 heures, soit une vitesse moyenne de 14,16 nœuds.
En 2020, Erwan Le Draoulec integre la sélection « Skipper Macif », en prenant les commandes du Figaro Bénéteau Skipper Macif 2020. Il rejoint ainsi Pierre Quiroga, skipper de Macif 2019.
En 2021, il termine toutes les courses (sauf une) dans le top 10, dont sa deuxième Solitaire du Figaro en 10e position. Il se classe alors 6e du Championnat de France de course au large en solitaire.
En 2022, Erwan termine 4ème de la Solitaire du Figaro, et du Championnat de France de course au large en solitaire. Il se classe 2ème sur la Solo Guy Cotten et remporte le Trophée Banque Populaire Grand Ouest – Sur la Route des îles du ponant avec Loïs Berrehar.

### 2021 - 2024: Class40
Erwan rentre dans la Class40 pour la Transat Jacques-Vabre avec Nicolas D'Estais, sur un nouveau bateau à nez rond Emile Henry - Happyvore, construit au chantier Multiplast à Vannes sur un plan VPLP, mis à l'eau le 8 octobre 2021. Le duo termine la course en 13e position.
En février 2023, Erwan rejoint l'équipe de l'Everial Sailing Team et prend les commandes du plan Pogo S4 #177 de Stanislas Thuret, mis à l'eau en 2022. Chef de bord d'un équipage, il remporte la 2e étape du Défi atlantique et la Rollex Fastnet Race,. Il termine la saison 4e de la Transat Jacques-Vabre avec Tanguy Leglatin et prend la 3e place du championnat circuit Class40.
Après une régularité dans ses quatre courses en équipage, Erwan termine de nouveau l'année 2024 à la troisième position du championnat.

### Vendée Globe en vue
Depuis sa victoire sur la Mini-Transat 2017, Erwan vise une participation au Vendée Globe.

## Vie privée
Erwan est le fils d'Isabelle et Thierry Le Draoulec.

## Palmarès
Le palmarès en classe Mini est pris sur le site officiel ainsi que sur différents média.
- 2012 :
  - 38e (42 participants) à la Demi-Clé 6,50 avec Pierre Loulier sur le Pogo Série Fibera #307
  - 3e (5 participants) au Chrono 6,50 sur Fibera en 8 h 5 min 43 s
  - 201e sur 245 au classement Mini

- 2013 :
  - 33e (48 participants) à la Demi-Clé 6,50 avec Maxime Gaborit sur Fibera
  - 38e (47 participants) à la Pornichet Sélect 6,50 sur Fibera en 3 j 0 h 27 min 0 s
  - 3e (6 participants) au Chrono 6,50 sur Fibera en 23 h 4 min 31 s et vainqueur du Trophée Alain Pointet[8]
  - 6e (7 participants) de la Transgascogne double avec son père Thierry sur Fibera en 4 j 12 h 44 min 6 s
  - 101e sur 218 au classement Mini

- 2014 :
  - 19e (37 participants) à la course Lorient Bretagne Sud Mini avec Sébastien Pebelier sur le Manuard Tip-Top Série www.Laminidu56.fr - Mademoiselle iodée #660 en 19 h 18 min 54 s
  - 112e sur 196 au classement Mini

- 2015 :
  - 32e (44 participants) à la course Lorient Bretagne Sud Mini avec Pierre Loulier sur le Rolland D2 Série Colibri-Les chevaux du Beal #746 en 17 h 27 min 54 s
  - 6e (19 participants) de la Mini-Fastnet avec Sébastien Pebelier sur www.mademoiselle iodée.fr #660 en 19 h 18 min 54 s
  - 81e sur 199 au classement Mini

- 2016, sur le Pogo-3 Série Emile Henry #895 :
  - 8e (61 participants) à la course Lorient Bretagne Sud Mini avec Jean-Marie Oger en 23 h 57 min 50 s
  - 5e (50 participants) à la Pornichet Sélect 6,50 en 2 j 4 h 18 min 56 s
  - 3e (43 participants) du Trophée Marie-Agnès Peron en 1 j 16 h 13 min 46 s
  - 9e (47 participants) de la Mini-Fastnet avec Erwan Le Mene en 4 j 19 h 18 min 54 s
  - 2e (28 participants) du Duo Concarneau Challenge Ino Rope avec Tanguy Leglatin en 18 h 14 min 55 s
  - vainqueur du Chrono 6,50 (32 participants) en 13 h 29 min 32 s
  - 5e sur 245 au classement Mini

- 2017, sur Emile Henry #895 :
  - vainqueur de la course Lorient Bretagne Sud Mini (39 participants) avec Tanguy Leglatin en 1 j 3 h 10 min 40 s
  - 5e (45 participants) à la Pornichet Sélect 6,50 en 1 j 22 h 51 min 30 s
  - vainqueur de la Mini en Mai (52 participants) avec Tanguy Leglatin en 3 j 4 h 20 min 32 s
  - 2e (34 participants) du Trophée Marie-Agnès Peron en 1 j 8 h 5 min 38 s
  - vainqueur de la Mini-Fastnet (36 participants) avec Clarisse Crémer en 3 j 19 h 39 min 0 s[11]
  - 2e (33 participants) de la Transgascogne solo en 4 j 9 h 30 min 20 s
  - vainqueur de la Mini Transat La Boulangère en 24 j 19 h 6 min 30 s
  - vainqueur du classement Mini (200 participants)

- 2018 :
  - 2e (47 participants) du Trophée Marie-Agnès Peron sur le pogo série Sunovation #920, en 1 j 14 h 40 min 24 s
  - 12e de la Transat AG2R - La Mondiale avec Loïs Berrehar sur Concarneau Entreprendre ; vainqueur du Trophée de la performance avec 339,5 milles parcourus en 24 heures pour une vitesse moyenne de 14,16 nœuds[14].
  - 3e (51 participants) de la Mini-Fastnet avec Clarisse Crémer sur le Pogo-3 Série Shaman-Banque du Léman #903, en 3 j 22 h 36 min 26 s
  - 2e de la Solo Concarneau Trophée Guy Cotten avec Loïs Berrehar sur Concarneau Entreprendre
  - 31e sur 264 au classement Mini

- 2019, sur Figaro 3 Émile Henry :
  - 25e de la Sardinha Cup avec Clarisse Crémer
  - 8e de la Douarnenez Courses Solo Gijon
  - 13e du Tour de Bretagne à la Voile  avec Tanguy Leglatin
  - 48e du Championnat de France de course au large en solitaire ; 13e au classement bizuth

- 2020, sur Figaro 3 Skipper Macif 2020 :
  - 19e de la Solo Maitre CoQ
  - 8e de la Drheam Cup en solo[25]
  - 28e de la Solo Concarneau Trophée Guy Cotten
  - 29e de la Solitaire du Figaro
  - 30e du Championnat de France de course au large en solitaire

- 2021, sur Skipper Macif 2020 :
  - 10e de la Sardinha Cup avec Pierre Quiroga
  - 9e de la Solo Maitre CoQ[26]
  - 11e de la 15e Transat en double avec Pierre Quiroga, en 18 j 9 h 36 min 17 s[27]
  - 6e du Tour de Bretagne à la Voile avec Pierre Quiroga
  - 11e de la Solo Concarneau Trophée Guy Cotten
  - 10e de la Solitaire du Figaro en 14 j 21 h 21 min 54 s[16]
  - 6e du Championnat de France de course au large en solitaire
  - 13e de la Transat Jacques-Vabre avec Nicolas D'Estais sur le Class40 Emile Henry - Happyvore en 22 j 7 h 23 min 30 s[20]

- 2022, sur Skipper Macif 2020 :
  - vainqueur du Trophée Banque Populaire Grand Ouest – Sur la Route des îles du ponant avec Loïs Berrehar[28]
  - 11e de la Solo Maitre CoQ
  - 6e de la course Le Havre Allmer Cup
  - 4e de la Sardinha Cup avec Loïs Berrehar
  - 2e de la Solo Concarneau Trophée Guy Cotten[29]
  - 4e de la Solitaire du Figaro[5]
  - 4e du championnat de France de course au large en solitaire

- 2023 sur Class40 Everial :
  - 7e de la RORC Caribbean 600 en équipage avec Stanislas Thuret et Emka De Cannart, en 2 j 18 h 26 min 1 s
  - 5e de la course Les Sables-Horta-Les Sables en double avec Tanguy Leglatin en 9 j 23 h 42 min 13 s
  - 5e du Défi atlantique en équipage avec Marie-Kell De Cannart, Stanislas Thuret et Pep Costa en 17 j 0 h 56 min 30 s ; vainqueur de la 2e étape[22]
  - vainqueur de la Rollex Fastnet Race en équipage Class40 sur Everial (#177), en 3 j 10 h 22 min 6 s[3]
  - 4e de la Transat Jacques-Vabre avec Tanguy Leglatin en 18 j 22 h 13 min 15 s[4]
  - 3e du Championnat circuit Class40

- 2024 sur Class40 Everial : 
  - 9e de la transatlantique Niji40 (entre Belle-Île et Marie-Galante) en équipage avec Corentin Horeau et Thomas Rouxel, en 18 j 17 h 47 min 6 s[30]
  - 3e de The Atlantic Cup (Charleston-Newport- Portland) avec Tanguy Leglatin
  - 11e de la Transat Québec-Saint-Malo avec Davy Beaudart, Pierre Quiroga et Julien Hereu en 14 jours 20 h 45 min 14 s
  - 9e de la CIC Normandy Channel Race avec Robin Follin en 5 j 53 min 42 s
  - 3e du Championnat circuit Class40[23]

- 2025 sur Ocean Fifty Lazare : 
  - 2e du Grand Tour en Classe libre de la 13e édition du Tour de Belle-Île en 3 h 25 min 32 s ; 1re de la classe Ocean Fifty[31]
  - vainqueur sur 5 inscrits de l'Armen Race avec Tanguy Le Turquais et Tom Laperche en 1 j 7 h 10 min 19 s[32]
  - 4e sur 7 inscrits de l’Act 1 Ocean Fifty Series à Saint-Malo (10 manches)
  - 3e sur 8 inscrits de l’Act 2 Ocean Fifty Series à Concarneau[33]
  - 6e sur 9 inscrits Ocean Fifty de la Rollex Fastnet Race avec Tanguy le Turquais en 2 j 10 h 6 min 35 s